# Drukkenskabens forbandelse
Drukkenskabens forbandelse er en amerikansk stumfilm fra 1918 af Francis Ford.

## Medvirkende
- Francis Ford som Carroll Wayles
- Mae Gaston som Beulah Grey
- Peter Gerald som Ala Kasarib
- Duke Worne som Dick Wayles
- Jean Hathaway som Mrs. Wayles